# Taquaruçu do Sul
Taquaruçu do Sul este un oraș în Rio Grande do Sul (RS), Brazilia.